# Протитанкова керована ракета

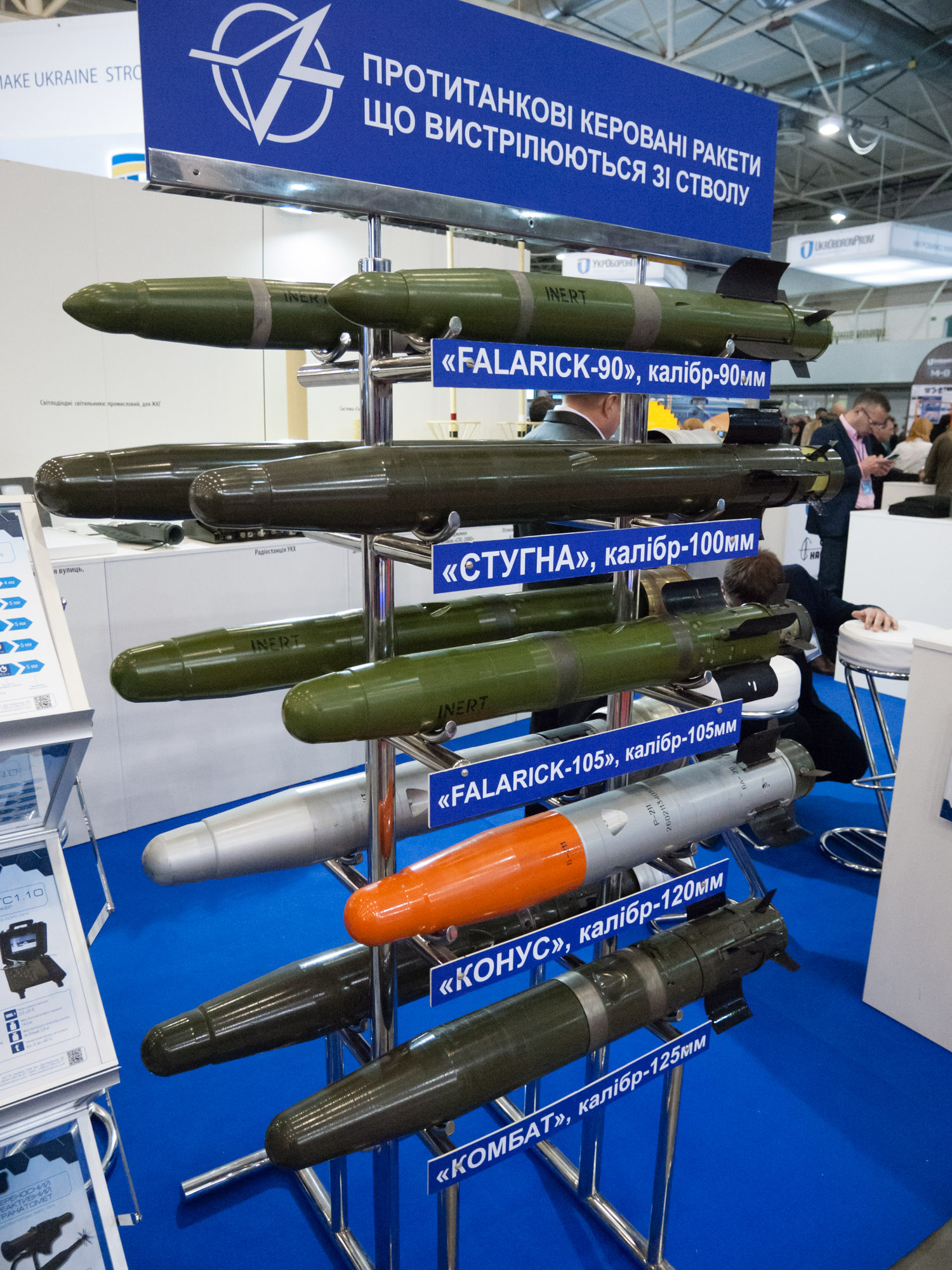
Протитанкові керовані ракети від КБ «Луч»

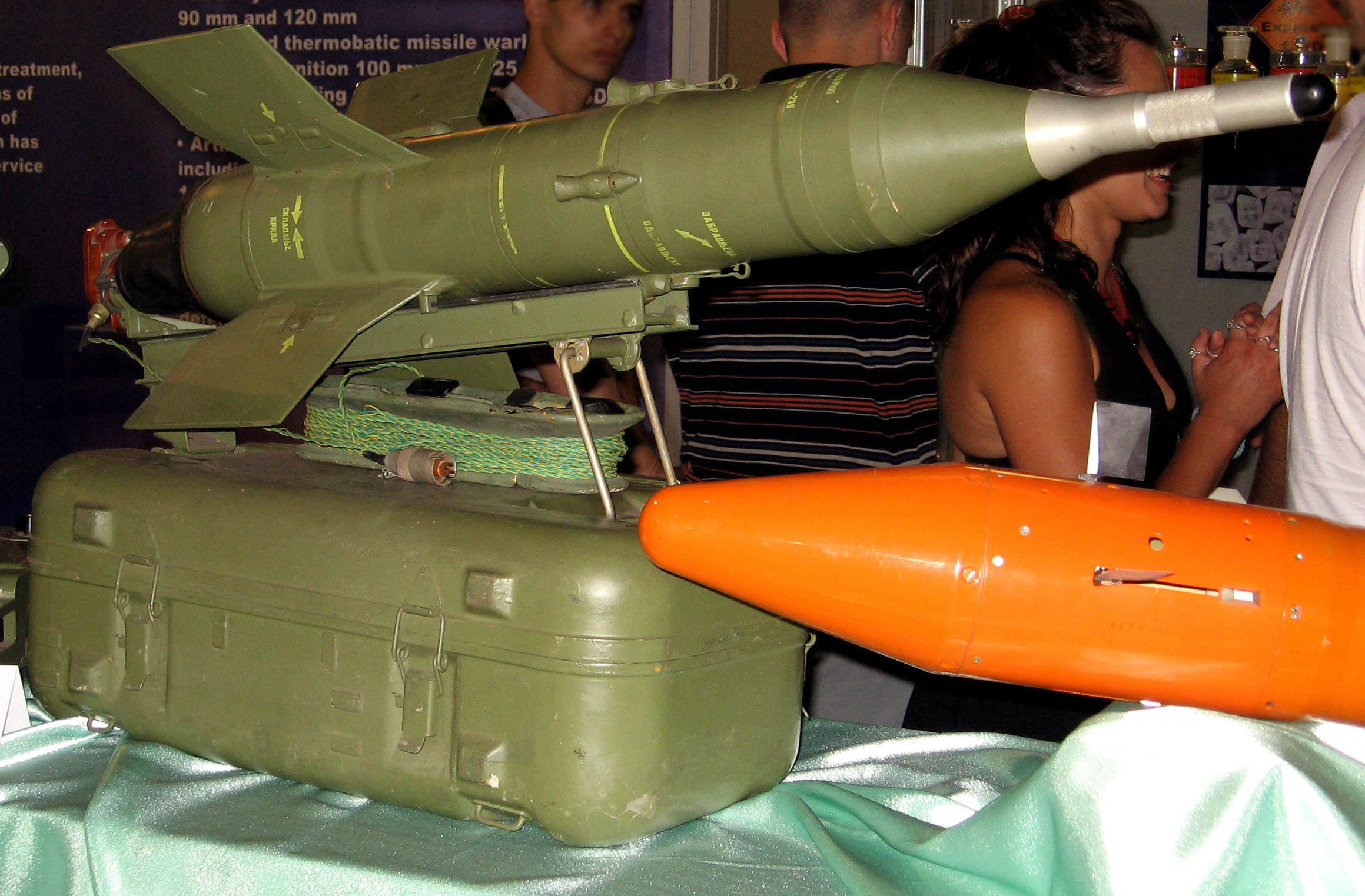
Протитанкова керована ракета 9 М114 Малютка. СРСР

Протита́нкова керо́вана раке́та (ПТКР) — вид протитанкової зброї, складова частина протитанкового ракетного комплексу, твердопаливна ракета з кумулятивною бойовою частиною (БЧ), з корегованою траєкторією польоту за командами оператора або власної голівки самонаведення (ГСН).
Останні часи намітилася тенденція застосування тандемної бойової частини.

## Класифікація
ПТКР можна класифікувати:
- за способом наведення:
  - ручна — оператор «пілотує» ракету до влучення у ціль;
  - напівавтоматична — оператор у прицілі супроводжує ціль; апаратура автоматично відстежує політ ракети (зазвичай за хвостовим трасером) і подає необхідні команди, що керують ракетою;
  - автоматична (самонавідна) — система «вистрілив — забув».

- за каналом керування:
  - керовані по дротах;
  - керовані по лазерному променю;
  - керовані по радіоканалу;

ПТКР і пускова апаратура зазвичай виконується у кількох варіантах:
- переносний комплекс;
- установлення на шасі позашляховика, БТР/БМП;
- авіаційне встановлення (зазвичай, для гелікоптерів).

Ракета при цьому використовується та сама, варіюється склад і вага пускової апаратури та засоби наведення.